# .exit
.exit — псевдодомен верхнего уровня, используемый для указания «на лету» предпочитаемого выходного узла в сети Tor, без необходимости редактирования файла конфигурации Tor (torrc).
Синтаксис этого домена — имя домена + выходной узел + .exit, так, если пользователь хочет получить доступ к http://www.torproject.org/ через узел tor26, ему необходимо ввести URL http://www.torproject.org.tor26.exit.
Данный домен используется для того, чтобы получить доступ к сайту, который доступен только жителям определённых регионов, и/или для того, чтобы проверить работоспособность узла.